# Laura J. Richardson
Laura Jane Richardson, född Strickland 11 december 1963 i Kansas City, Missouri, är en amerikansk general i USA:s armé. Hon är sedan 29 oktober 2021 befälhavare för United States Southern Command.

## Biografi
Laura J. Richardson föddes i Kansas City, men växte upp i Northglenn i Colorado. Pappan Darwin Jan Strickland var läkare. Som skolidrottare i simning på high school blev hon utnämnd som "All American" och tog även flygcertifikat vid 16 års ålder. Hon avlade en bachelorexamen i psykologi vid Metropolitan State College i Denver samt deltog i ROTC-programmet och erhöll 1986 officersfullmakt i armén.
I armén blev truppslaget arméflyget där hon flög UH-60 Black Hawk. Under flygutbildningen på Fort Rucker träffade hon sin framtida make, James "Jim" M. Richardson, som även han har gjort armén till yrkeskarriär med generallöjtnants grad. Vid tiden för Irakkriget 2003 var hon på omslaget av Time Magazine och paret Richardson porträtterades i en artikel i samma nummer som ett samtida exempel på en jämställd militärfamilj där både maken och makan är bataljonschefer för stridande förband och med en dotter. 1995 genomgick hon utbildning på United States Army Command and General Staff College i Fort Leavenworth, Kansas. Från februari 1999 och fram till januari 2001 var hon som major arméadjutant till USA:s vicepresident Al Gore, följt av befordran till överstelöjtnant och vice operationschef (G-3) för 101st Airborne Division (Air Assault) vid Fort Campbell i Kentucky. Från juli 2002 och fram till maj 2004 var hon chef för femte bataljonen i 101st Aviation Regiment och ledde sitt förband i Irakkriget. Därefter tjänstgjorde Richardson i Pentagon vid arméstabens operations- och planeringsavdelning. I juni 2007 avlade hon en masterexamen från Industrial College of the Armed Forces vid National Defense University på Fort McNair i Washington, D.C.. Som nyutnämnd överste var hon garnisonschef för Fort Myer i Virginia, följt av tjänsten som arméministerns förbindelseperson i USA:s senat.
Laura J. Richardson utsågs till brigadgeneral i juli 2011 och var då chef för United States Army Operational Test Command på Fort Hood i Texas. År 2013 utsågs hon till biträdande stabschef för den Nato-ledda International Security Assistance Force (ISAF) i Afghanistan och var på den posten i ett år. Efter återkomst till USA och befordran till generalmajor tjänstgjorde Richardson som arméministerns förbindelseperson för kongressen. I juni befordrades hon till generallöjtnant som biträdande befälhavare för United States Army Forces Command (FORSCOM) på Fort Bragg i North Carolina. Richardson var under en tid tillförordnad befälhavare för FORSCOM då posten som befälhavare var vakant under en tid mellan oktober 2018 och mars 2019. I juli 2019 tillträdde hon som befälhavare för United States Army North (ARNORTH)/Fifth Army på Joint Base San Antonio i Texas, armékomponenten till United States Northern Command med bland annat uppdrag att stödja civilsamhället vid katastrofer. En sådan katastrof inträffade under 2020 med Coronaviruspandemins topp och ARNORTH under Richardsons befäl bidrog med logistik och personal för den federala statsmaktens insats liksom deltagande vid bekämpning av skogsbränder i norra Kalifornien.
USA:s försvarsminister Lloyd Austin meddelade 6 mars 2021 att generallöjtnant Laura Richardson nominerats av USA:s president Joe Biden till fyrstjärning general och befälhavare för United States Southern Command. Hon godkändes av senaten med acklamation. Hon tillträdde som befälhavare för United States Southern Command, med högkvarter i Miami, den 29 oktober 2021.